# Rizzanese
Le Rizzanese est un fleuve côtier français qui coule à l'Ouest de la Corse-du-Sud, se jetant dans la Mer Méditerranée.

## Géographie
La longueur de son cours d'eau est de 44 km.
Il prend sa source entre la Punta di Quercitella (1 461 m) et le Bocca di Castelluciu (1 141 m), à la source de Taculaghja, à 955 mètres d'altitude, sur la commune de Zonza.
Celui-ci est considéré comme un fleuve puisqu'il s'agit d'un cours d'eau se jetant directement dans la mer Méditerranée, sur la commune de Propriano, près de la plage de Capu Laurosu et de l'aérodrome de Propiano, au sud du centre-ville.
Les fleuves côtiers voisins sont au nord le Taravo, à l'est l'Oso.

### Communes et cantons traversés
Dans le seul département de la Corse-du-Sud, le Rizzanese traverse quinze communes et quatre cantons :
- dans le sens amont vers aval : Zonza (source), Quenza, San-Gavino-di-Carbini, Levie, Sorbollano, Serra-di-Scopamène, Zoza, Cargiaca, Sainte-Lucie-de-Tallano, Loreto-di-Tallano, Olmiccia, Arbellara, Sartène, Viggianello, Propriano (embouchure).

Soit en termes de cantons, le Rizzanese prend source dans le canton de Levie, traverse les canton de Tallano-Scopamène et canton de Sartène, à son embouchure sur le canton d'Olmeto.

### Bassin versant
Le Rizzanese traverse les quatre zones hydrographiques Y880, Y881, Y882 et Y883 pour une superficie totale de 392 km2. Ce bassin versant est constitué à 86,12 % de « forêts et milieux semi-naturels », à 13,14 % de « territoires agricoles », à 0,84 % de « territoires artificialisés ».

### Organisme de bassinou organisme gestionnaire
L'organisme gestionnaire est le Comité de bassin de Corse, depuis la loi corse du 22 janvier 2002.

## Affluents

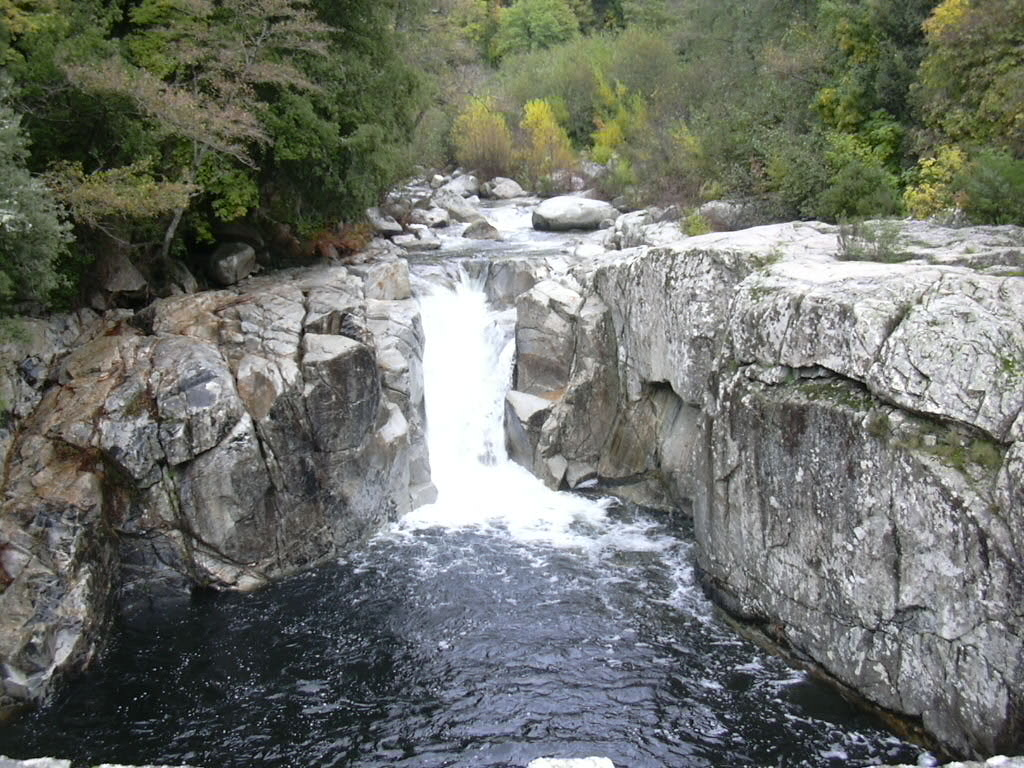
Cascade du Rizzanese.

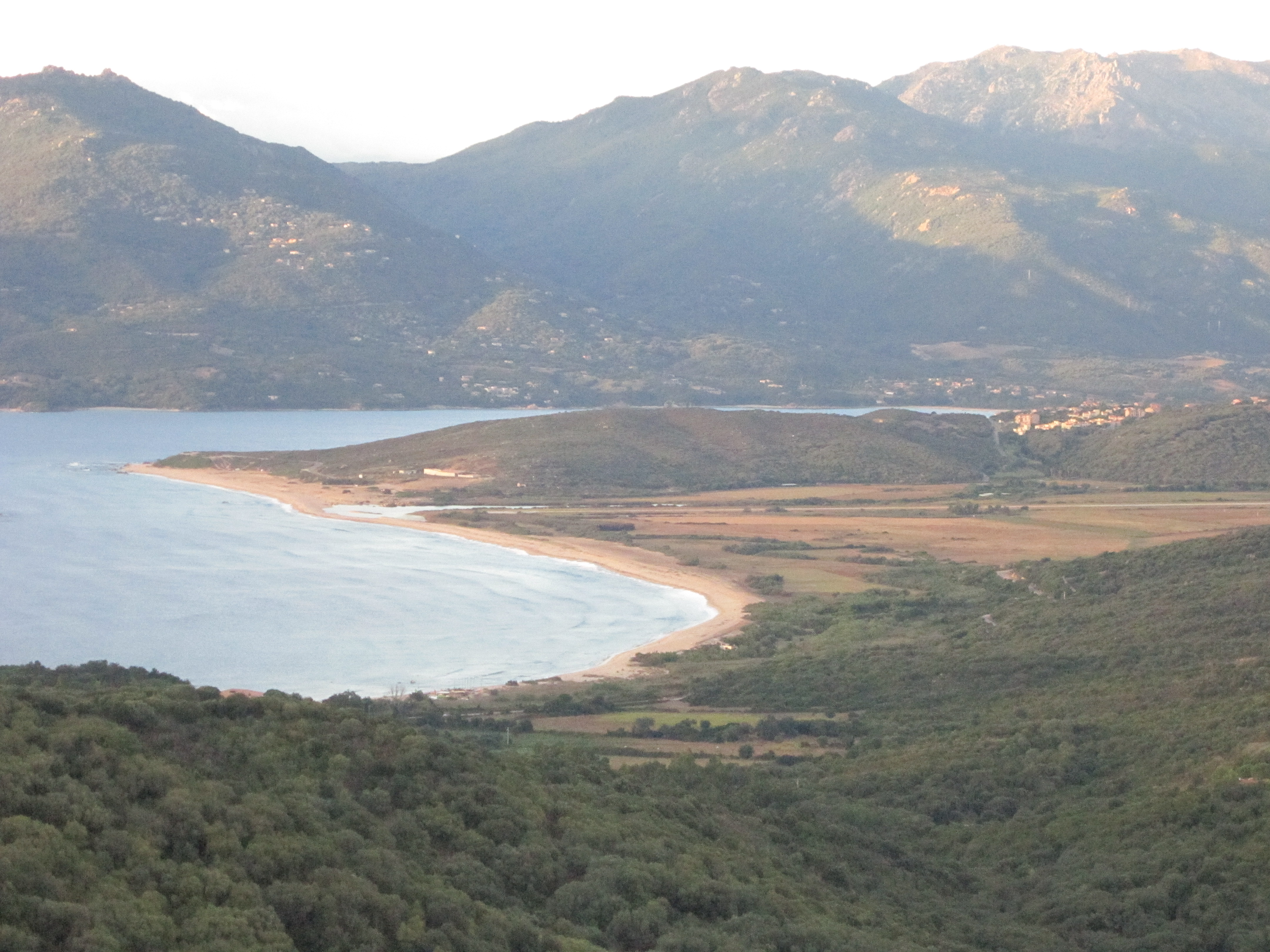
Embouchure à gauche sous la colline.

Le Rizzanese a vingt-quatre affluents référencés :
- le ruisseau d'Argazavu (rd[note 1]) sur la seule commune de Zonza.
- le ruisseau de Sadise (rg)
- le ruisseau de Saint-Antoine (rd) 19,2 km sur deux communes avec quatorze affluents et prenant source au Mont Incudine (2 134 m) près du refuge d'Asinao.
- le ruisseau de Neu (rg).
- le ruisseau de Codi (rd) 17,6 km sur les quatre communes de Quenza, Serra-di-Scopamene, Sorbollano et Zicavo avec un affluent référéncé :
  - le ruisseau de San Petru (rg).
- le ruisseau de Piubettu (rg).
- le ruisseau de Furvicilla (rd).
- la  rivière le Chiuvone ou rivière de Scopamène (rd) 24,4 km sur six communes avec quinze affluents.
- le ruisseau de Culiccia (rd) 6,2 km sur les quatre communes de Cargiaca, Loreto-di-Tallano, Sainte-Lucie-de-Tallano et Zérubia avec un affluent :
  - le ruisseau de Verju (rd) 2,4 km sur les trois communes de Cargiaca, Loreto-di-Tallano et Santa-Maria-Figaniella.
- le ruisseau de la Giaga (rd).
- le ruisseau de Pieve (rg).
- le ruisseau d'Agnone (rd).
- le ruisseau d'Aravena (rd).
- le ruisseau de Furciolu (rg).
- la rivière u Fiumicicoli (rg) 24,1 km sur sept communes avec seize affluents.
- le ruisseau de Turicciu (rd) sur les deux communes  de Arbellara et Fozzano.
- le ruisseau de Figalata (rd) sur les deux communes de Viggianello et Arbellara.
- le ruisseau de Campo Maggiore (rg) sur la seule commune de Sartène.
- le ruisseau d'Erbajo (rg) sur la seule commune de Sartène.
- le ruisseau de Bufaneru (rd) sur la seule commune de Viggianello.
- le ruisseau de Boda (rg) sur la seule commune de Sartène.
- le ruisseau de Vetricelli (rd) sur la seule commune de Viggianello.
- le ruisseau de Giovangara (rd) sur les deux communes de Propriano et Viggianello.
- le ruisseau de Canale (rg) sur les deux communes de Propriano et Bilia.

### Rang de Strahler
Le rang de Strahler est de cinq.

## Barrage
Depuis octobre 2004 (décret du Ministère de l'Économie, des Finances et de l'Industrie daté du 9 octobre 2004 en Conseil d'État) la réalisation d'un barrage hydroélectrique.
site de la rivière
Article du Monde
Interview. Le lac du Rizzanese et la centrale hydroélectrique sont en service depuis septembre 2013.